# Шатілов Петро Іванович
Петро Іванович Шатілов (4(16) жовтня 1869, Слобода Козацька Старооскольского повіту Курської губернії, Російська імперія — 13 травня 1921, Харків, УРСР) — лікар-терапевт, професор Харківського університету.

## Життєпис
Потомствений дворянин.
У 1895 р. закінчив з відзнакою медичний факультет Харківського університету. Учень професора Опенховського Федіра Мечиславовича.
У роки навчання жив в будинку харківського фотографа і підприємця В. С. Досєкіна (розташований по вулиці Сумській, 90), у якому надавалося житло студентам-медикам, в основному — безкоштовно. Згодом Шатилов одружився з дочкою В. С. Досекіна Марії (1871—1942). В якості приданого дочка Досекіна, отримала дачу на тодішній околиці Харкова, від якої і весь район отримав назву Шатилівка.
Щорічно у студентські роки під час літніх канікул працював в Старооскольській земській лікарні, а під час холерної епідемії завідував медичним пунктом.
Перед випускними іспитами отримав пропозицію професора Ф. М. Опенховського залишитися при клініці госпітальної терапії в якості асистента.
З 1895 р. — екстерн, у 1900—1903 рр. понадштатний асистент.
З 1898 р. — член Харківського медичного товариства, у 1900 р. був обраний його секретарем з адміністративних справ.
У 1902 р. захистив докторську дисертацію на тему «До вчення про форми пульсових кривих» та отримав звання доктора медицини. З 1903 — приват-доцент, читав студентам лекції з курсу «Клінічні методи дослідження».
У 1906—1908 рр. працював у Цюриху, Берліні та Берні. Вивчав обмін речовин в організмі, імунітет, бактеріологію, новітні методи діагностики.
У 1909 р. повернувся до Харківського університету, був обраний професором кафедри діагностики.
Завідувач кафедри діагностики з пропедевтичною терапевтичною клінікою (1909), професор (1910).
Професор кафедри шпитальної терапевтичної клініки Жіночого Медичного інституту ХМТ (1913), завідувач кафедрою факультетської терапевтичної клініки Жіночого медичного інституту (1914).
У 1912 р. Шатілов уперше в Російській імперії застосував протичеревневотифову сироватку, яка показала ефективність нового методу лікування. Однак через проведення експерименту без офіційного дозволу, був відставлений від завідування кафедрою. Після цього поїхав за кордон, відвідав Паризький університет та Бернський бактеріологічний інститут. Взяв участь в Першому міжнародному конгресі лікарів з порівняльної патології, зробив на ньому дві доповіді, що були зустрінуті з великим інтересом та опубліковані в працях з'їзду.
У 1913 р. повернувся до Харкова, маючи вже міжнародне визнання. Став завідувачем кафедральної госпітальної терапевтичної клініки Харківського університету. Одночасно з 1914 р. очолював терапевтичну клініку Жіночого медичного інституту Харківського медичного товариства, з 1920 — дитячу клініку Харківського університету.
У 1911 став одним з організаторів Харківського відділу «Всеросійської ліги для боротьби с туберкульозом» (разом зі своїм учнем, майбутнім професором Коган-Ясним В. М.), у подальшому був її активним членом. В 1912 р. був обраний головою правління амбулаторії «Общества пособия больным недостаточным учащимся в высших учебных заведениях Харькова».
У 1918 р. став редактором відділу терапії новоствореного журналу «Лікарська справа»(у той час єдиний медичний журнал в Російській імперії), згодом став його відповідальним редактором.
У 1918—1921 рр. завідував кафедрою факультетської терапії Харківського університету.
Шатілов мав чималу приватну практику. Незаможним хворим надавав медичну допомогу безкоштовно.
Після жовтневого перевороту 1917 р. Шатілов прийняв радянську владу. Брав активну участь в організації нової системи охорони здоров'я. Під час громадянської війни очолив державну комісію по боротьбі з тифом. На собі випробував противосипнотифне щеплення.
2 травня 1921 р. Шатілов заразився тифом під час огляду хворих в слідчій в'язниці.13 травня вмер від тифу.

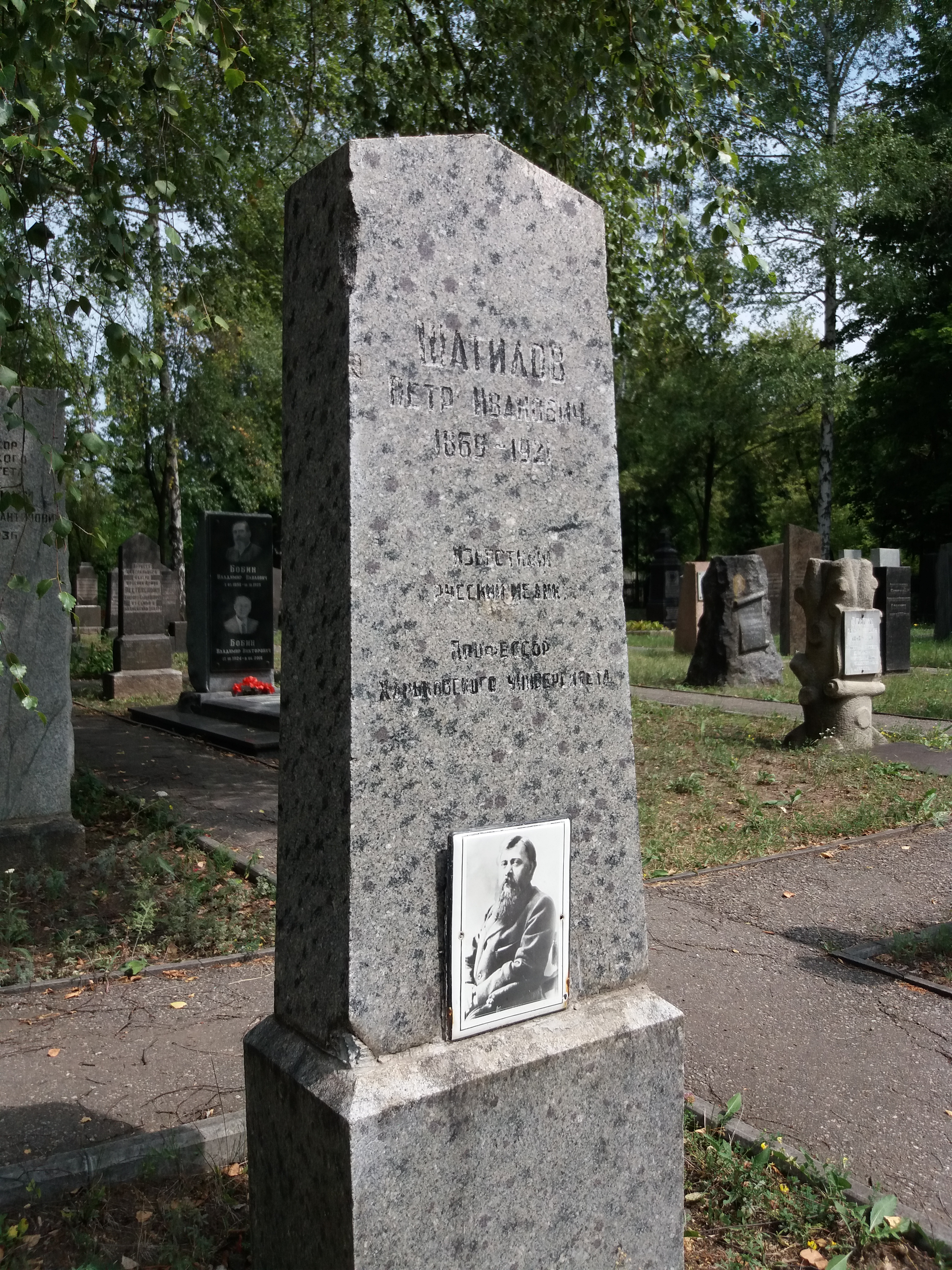
Могила Петра Шатилова на 13-му кладовищі

Останніми словами Шатілова були: «Ані вінків, ані промов». Згідно зі складеним заповітом, його скелет був переданий кафедрі анатомії, мозок — університету, нутрощі — патологоанатоміческому інституту. 29 травня 1921 на засіданні Харківського медичного товариства було вирішено вивісити його портрети в залах медичного товариства, привласнити його ім'я терапевтичній клініці, клопотати про пенсію родині.

## Наукова праця
Лекції П. І. Шатілова вражали своєю ясністю і простотою викладу, вони вчили клінічному мисленню, аудиторія легко і вільно слухала його годинами.
Автор понад 30 праць, у тому числі з анатомії та функціональних особливостей серцево-судинної системи, перкусії та аускультації серця. Створив оригінальну синоптичну карту поширення холерних епідемій у XIX сторіччі.
Останні роки життя Шатілов приділяв основну увагу бактеріології та значенню зовнішнього середовища в розвитку хвороб.
Особливе значення для клініцистів мають його класичні праці з перкусії та аускультації серця, про пульс і ритми серця, його монографії «Про аускультації шумів в області серця» і «До питання про різновиди функціональних дисоціацій серця».

## Обрані праці
- Шатилов П. И. К вопросу о разновидностях функциональных диссоциаций сердца. СПб, 1897
- Шатилов П. И. Записки по диагностике. Харьков, 1915
- Шатилов П. И. Очерк важнейших заболеваний сердечно-сосудистой системы. Харьков, 1919
- Шатилов П. И. Клинические лекции. Харьков, 1927

## Пам'ять
На згадку про П. І. Шатілова його учні спорудили в Харкові єдину тоді в Радянському Союзі лікарню для студентів і вчених (1922), за якою залишилася назва Шатілівської, один з районів Харкова по даний час носить його ім'я.
Премією імені П. І. Шатілова нагороджуються вчені та практики — терапевти за вагомий внесок у вивчення внутрішніх хвороб.
До 150-річчя з народження персоналії відбулась презентація у Харківський науковій медичній бібліотеці. 13 травня 2021 р. виповнилося 100 років з дня смерті видатного лікаря проф. П. І. Шатілова, про що відмічалось на сторінці Центра медичного краєзнавства імені професора В. Д. Отомановського.